# Jordania zonope
Genre
Espèce
Jordania zonope est une espèce de poissons marins de la famille des Cottidae. C'est la seule espèce de son genre Jordania (monotypique). Son nom de genre commémore l'ichtyologiste américain David Starr Jordan (1851-1931). L'espèce vit dans l'est du Pacifique, le long de l'Amérique du Nord. D'une taille de 15 cm, elle s'accroche souvent sur les supports rocheux.